# Impatiens cothurnoides
Impatiens cothurnoides är en balsaminväxtart som beskrevs av C. E. C. Fischer. Impatiens cothurnoides ingår i släktet balsaminer, och familjen balsaminväxter. Inga underarter finns listade i Catalogue of Life.